# Rappaccinis Tochter
Rappaccinis Tochter (Originaltitel: Rappaccini’s Daughter) ist eine Erzählung von Nathaniel Hawthorne. Sie wurde 1844 erstmals in einer Zeitschrift abgedruckt und wurde 1846 Teil von Hawthornes Sammlung Mosses from an Old Manse.

## Inhalt
Der junge Student Giovanni Guasconti kommt aus seiner süditalienischen Heimat ins ferne Padua und findet in einem ehemaligen Palast ein Zimmer mit Blick auf einen Garten voll seltsamer Blüten und Pflanzen. Er beobachtet dort einen alten, hinfällig wirkenden Mann und dessen blühende, wunderschöne Tochter. Die Tochter fasziniert ihn. Von Professor Baglioni, einem Freund seines Vaters, erfährt er, dass es sich bei dem alten Mann um den Doktor Rappaccini handelt, einen Spezialisten für Pflanzengifte, und dessen Tochter Beatrice. Baglioni warnt aber Giovanni vor einer näheren Bekanntschaft, Rappaccini sei nur seiner Wissenschaft ergeben und völlig skrupellos in seinen Experimenten.
Selbstverständlich schlägt Giovanni den guten Rat in den Wind und beginnt, Beatrice heimlich in ihrem Garten zu beobachten, wobei er bemerkt, dass die Pflanzen dort offenbar giftig sind, vor allem eine besonders große inmitten des Gartens mit prächtigen, purpurfarbenen Blüten. Beatrice scheint das Gift jedoch nicht zu fürchten. Schließlich gelingt es Giovanni durch Bestechung, in den Garten zu gelangen und Beatrices Bekanntschaft zu machen. Die beiden verlieben sich ineinander, aber etwas steht zwischen ihnen, Beatrice meidet jede Berührung und als Giovanni einmal versucht, eine der purpurnen Blüten zu pflücken, fällt ihm Beatrice in den Arm.
Schließlich wird Giovanni klar, dass Beatrice nicht nur immun gegen die Gifte der Pflanzen im Garten ist, sondern auch selbst giftig ist. Ihr Atem, der einen seltsamen Duft verströmt, ist für jedes andere Lebewesen ein Hauch des Todes. Als der Professor Baglioni nach einiger Zeit Giovanni aufsucht, bemerkt er den seltsamen Duft in Giovannis Zimmer. Baglioni übergibt Giovanni eine Phiole mit einem starken Antidot. Beatrice solle dies trinken und dadurch wieder eine normale Frau werden. Als der Professor gegangen ist, bemerkt Giovanni, dass dieser Duft von ihm selbst ausgeht und dass sein Atem nun auch tödlich ist. Unmerklich hat Rappaccini auch ihn verwandelt, so dass er sich nun Beatrice ohne Gefahr nähern könnte.
Es kommt zu einer dramatischen Auseinandersetzung zwischen den Liebenden. Beatrice besteht darauf, das Antidot als Erste zu trinken. Sie tut es und bricht vor den Augen Giovannis und ihres Vaters tot zusammen, da das Gegengift für sie ein Gift war. Baglioni hat das Geschehen von Giovannis Fenster aus beobachtet und höhnt: „Rappaccini! Rappaccini! Und DAS also ist das Ergebnis eures Experiments!“

## Einleitung
Der Erzählung vorangestellt ist eine Einleitung, die den Text als eine Übersetzung aus dem Französischen eines M. de l'Aubepine – aubépine ist auf Französisch der Weißdorn, auf Englisch hawthorn – mit dem Titel Beatrice; ou la Belle Empoisonneuse („Beatrice oder die schöne Vergifterin“) ausgibt. Hawthorne schreibt dann über die schriftstellerischen Tugenden und Untugenden des fingierten Autors und nennt einige seiner Werke, deren Titel französische Übersetzungen von Titeln von Hawthornes Werken sind, namentlich
- Contes deux fois racontés = Twice-Told Tales
- Le Voyage céleste à chemin de fer = The Celestial Railroad
- Le Nouveau Père Adam et la Nouvelle Mère Eve = The New Adam and Eve
- Rodéric ou le Serpent à l’estomac = Egotism; or, The Bosom-Serpent
- Le Culte de feu = Fire Worship
- L'Artiste du beau = The Artist of the Beautiful or the Mechanical Butterfly

Die Einleitung wurde in der ersten Buchausgabe von Mosses from an Old Manse 1846 weggelassen, in der folgenden Ausgabe von 1854 war sie wieder enthalten, möglicherweise wegen der darin enthaltenen Anspielung auf Hawthornes Freund, den Journaliste John L. O’Sullivan, und die Democratic Review (in der die Erzählung erschien), die hier als der Comte de Bearhaven bzw. La Revue Anti–Aristocratique erscheinen.

## Hintergrund
Hawthorne schrieb die Erzählung im Oktober/November 1844. Er war seit 1842 mit Sophia Peabody verheiratet, im März 1844 war das erste Kind, eine Tochter, geboren worden und die Familie lebte in der Old Manse in Concord, auf die der Titel der Sammlung Mosses from an Old Manse anspielt. Die Rezensionen der Zeitgenossen waren durchaus positiv.
Einen Hinweis zu den Quellen seiner Erzählung gibt Hawthorne selbst. Professor Baglioni erwähnt nämlich bei seinem Besuch scheinbar beiläufig eine alte Geschichte, der zufolge ein indischer Prinz Alexander dem Großen ein wunderschönes Mädchen als Geschenk gesandt haben soll, deren besonderes Merkmal der Duft ihres Atems gewesen sei – betörender noch als der „eines Gartens persischer Rosen“. Dieses Mädchen sei aber von Jugend an mit Giften genährt worden und dadurch selbst zu einem tödlichen Gift geworden, dem der jugendliche Alexander mit Sicherheit zum Opfer gefallen wäre, hätte nicht ein weiser Arzt ihn beizeiten gewarnt.
Die Geschichte in der hier wiedergegebenen Form stammt aus dem Secretum secretorum, einer fälschlich Aristoteles zugeschriebenen Sammlung von Ratschlägen und okkulten Weisheiten, die Aristoteles seinem Schüler Alexander vermittelt haben soll. Tatsächlich stammt das Werk aus dem Orient mit syrischen und persischen Quellen. Im Mittelalter wurde es ins Lateinische übersetzt und fand so in Europa Verbreitung. Von der pseudo-aristotelischen Sammlung wanderte die Geschichte moralisch angereichert in die im Mittelalter und später sehr verbreiteten Gesta Romanorum, eine bunte Sammlung von Legenden und Anekdoten. Noch etwas ausgeschmückt findet die Geschichte sich weiter bei dem Minnesänger Heinrich von Meissen, genannt Frauenlob, der seinem Namen zum Trotz das giftgefütterte Mädchen zu einem Monster ähnlich dem Basilisken ausbaute, das allein durch seinen Blick töten könne. Und endlich fand die Gestalt des Giftmädchens noch eine pseudowissenschaftliche Unterfütterung in De secretis mulierum („Von den Geheimnissen der Weiber“, eine fälschlich Albertus Magnus zugeschriebene, seinerzeit weit verbreitete Abhandlung über die menschliche Fortpflanzung), worin über eine allgemeine Giftigkeit bzw. Neigung zur Giftigkeit bei Frauen aufgrund aufgestauter Menstruationsflüssigkeiten spekuliert wurde.
Der Topos des giftgefütterten Mädchens lässt sich noch weiter zurückverfolgen und stammt sehr wahrscheinlich aus Indien. Viṣakanyā (Sanskrit विष कन्या, wörtlich „Giftmädchen“) ist im alten Indien allgemein eine verderblichen Einfluss ausübende junge Frau, zum Beispiel eine mit einer ansteckenden Krankheit oder einer ungünstigen astrologischen Geburtskonstellation behaftete Frau, im engeren Sinn tatsächlich eine Art weiblicher Biowaffe. Als solche fand sie Eingang in die indische Literatur und kam dann wohl durch persische Vermittlung in die abendländische Literatur. Als mögliche Zwischenstufe wird insbesondere eine Erzählung aus Firdausis Versepos Schāhnāme vermutet.
Im 17. Jahrhundert erwähnte dann Robert Burton die Geschichte in seiner Anatomy of Melancholy, wobei er als Quelle fälschlich die Alexanderbiographie des Quintus Curtius Rufus angab. Im Zusammenhang geht es um Immunisierung bzw. Toleranz für Drogen und Gifte, als Beispiel nennt Burton die bekannte Geschichte des Königs Mithridates, der sich durch tägliche Einnahme von Giften gegen deren Wirkung unempfindlich machte, ein Verfahren, das heute als Mithridatisation bekannt ist.
Die Geschichte der Verkörperung von Giftigkeit und Verderbnis in weiblicher Form war mit Hawthornes Erzählung natürlich keineswegs zu Ende. Im 19. Jahrhundert kam die Femme fatale in verschiedensten literarischen Ausformungen zu voller Blüte, von Baudelaires Blumen des Bösen (gleichlautend der Titel von Franz Bleis deutscher Übersetzung von Hawthornes Erzählung) bis zu der künstlich gezeugten Alraune des Hanns Heinz Ewers. Und auch in der modernen Populärkultur fand das Giftmädchen mehrfach Gestaltung, vielleicht sogar direkt inspiriert von Hawthorne. So wird vermutet, dass die Superschurkin Poison Ivy im Batman-Universum von DC auf die Figur der Beatrice Rappaccini zurückgeht.
Was die direkte Motivation Hawthornes für die Erzählung betrifft, so vermerkt er in seinem Notizbuch am 27. Oktober 1841:

„To symbolize moral or spiritual disease of the body:—thus, when a person committed any sin, it might cause a sore to appear on the body;— this to be wrought out.“

„Symbolische Darstellung sittlicher oder geistiger Erkrankung im Körper :– so würde eine begangene Sünde als wunde Stelle am Körper erscheinen;– das ausarbeiten.“

Und er vermerkt weiter eine Geschichte über Menschen, die sich mit Schlangengift gegen Schlangenbisse immunisiert haben. Die Quelle hierfür ist Life in Mexico von Frances Erskine Calderón de la Barca (1843), worin berichtet wird, dass mit dem Gift der Klapperschlange Geimpfte gegen Schlangenbisse immun wurden, jedoch wurde ihr eigener Biss nun giftig.

## Interpretation und Rezeption
In der Einleitung findet sich der folgende Satz:

„We will only add to this very cursory notice that M. de l’Aubepine’s productions, if the reader chance to take them in precisely the proper point of view, may amuse a leisure hour as well as those of a brighter man; if otherwise, they can hardly fail to look excessively like nonsense.“

„Wir wollen diesen beiläufigen Bemerkungen nur hinzufügen, dass M. de l’Aubepines Arbeiten, aus dem genau richtigen Blickwinkel betrachtet, ebenso vergnügliche Stunden bereiten mögen wie die eines helleren Kopfes; andernfalls müssen sie wie blanker Unsinn erscheinen.“

Ob es bislang gelungen ist, den exakt richtigen Blickwinkel für Rappaccinis Tochter zu finden, bleibt unklar, da die Erzählung wie kaum eine andere in Hawthornes Werk bislang Anlass zu zahlreichen, einander durchaus widersprechenden Deutungen gab.
Die Schwierigkeiten der Interpreten scheint auch Hawthorne in späteren Jahren gehabt zu haben, jedenfalls schreibt er zehn Jahre später an seinen Verleger und Freund James T. Fields:

„Ich bin mir nicht wirklich sicher, ob ich die genaue Bedeutung dieser verdammten Allegorien noch ganz verstehe; aber ich erinnere mich, dass es eine gab – zumindest dachte ich das damals.“

Hawthorne sprach hier über die Sammlung Mosses from an old Manse insgesamt. Dass Rappaccini’s Daughter eine Allegorie sein könnte, legt er selbst nahe, wenn er in der Einleitung scheinbar Kritik am angeblichen französischen Autor übt und als einen seinen Fehler eine „eingewurzelte Liebe zur Allegorie“ benennt, welche „seine Geschichten und Charaktere wie wolkige Formen und Figuren erscheinen lässt, und seinen Entwürfen die menschliche Wärme raubt“.
Der Versuch nun, wie bei anderen Erzählungen Hawthornes eine Interpretation als Allegorie zu finden, war nicht erfolgreich. Eine solche Interpretation hätte erfordert, für die Hauptelemente der Erzählung, als da sind die vier Hauptfiguren, die purpurne Pflanze, der Garten und der Brunnen in dessen Mitte, konsistente Zuordnungen zu finden.
Der Garten, wie Giovanni ihn anfangs sieht, ist der Garten eines Botanikers und gelehrten Pharmazeuten, nicht ungewöhnlich in Padua, hier war 1533 der Orto Botanico begründet worden, einer der ältesten und berühmtesten botanischen Gärten der Welt. Bei genauerer Betrachtung zeigen die Pflanzen des Gartens aber einen beunruhigenden und unnatürlichen Aspekt:

„An einigen [der Pflanzen] hätte ein delikater Instinkt Anstoß genommen aufgrund eines künstlichen Aussehens, das zeigte, dass hier eine Vermischung, verschiedener Pflanzenarten stattgehabt hatte, dergestalt, dass diese Hervorbringungen nicht länger ein Werk Gottes, sondern monströse Ausgeburt menschlicher Einbildung waren, ihr Leuchten nur ein Anschein von Schönheit.“

Ein abgeschlossener Garten, in dem eine wenn auch dubiose Form der Schöpfung stattfindet, legt zunächst die Interpretation als ein düsteres Abbild des Garten Eden nahe, mit Dr. Rappaccini als dunkler Entsprechung Gottes. Dementsprechend wäre dann Beatrice ein Abbild Evas und Giovanni Adams Entsprechung. Diese Interpretation wird von William Shurr vertreten, der in Rappaccini sowohl Gott als auch Satan, in der purpurnen Pflanze den Baum des Lebens und in Baglioni einen an der Erlösung scheiternden Christus sieht. Einer ähnlichen Linie folgt Judith Fryer, bei ihr reiht sich Beatrice ein unter ambivalente Frauengestalten Hawthornes und erscheint hauptsächlich als die Versucherin Eva.
In einer ähnlichen Interpretation ist der abgeschlossene Garten mit der von der Welt isolierte Beatrice der Hortus conclusus in einer dunklen Spiegelung. Im Hohenlied Salomos heißt es:
Meine Schwester, liebe Braut, du bist ein verschlossener Garten, eine verschlossene Quelle, ein versiegelter Born (Hld 4,12 )
Der umschlossene Garten entspricht dem irdischen Paradies, zudem ist ja die Bedeutung der persischen Wurzel von Paradeisos eben ein umgrenzter, eingeschlossener Bereich oder Garten.
Und in der Ikonographie erscheint inmitten des Gartens der Brunnen und die Bewohnerin des Gartens Maria als Symbol der Reinheit und Jungfräulichkeit. Die Jungfräulichkeit Beatrices steht außer Zweifel, ihre Reinheit aber steht in Frage. Und was den Brunnen betrifft, so ist er nicht mehr intakt:

„Inmitten [des Gartens] waren die Reste eines Marmorbrunnens, eines Werks seltener Kunst, doch in einem Zustand so trauriger Zerstörung, dass es unmöglich war aus dem Chaos verbleibender Fragmente den ursprünglichen Entwurf zu erraten. Dennoch sprang und sprudelte das Wasser in den Sonnenstrahlen so munter wie je. Das Plätschern drang zum Fenster des jungen Mannes herauf als wäre der Brunnen ein unsterblicher Geist, der endlos sein Lied singt, unbeeindruckt von den Wechselfällen der Zeit, in denen ein Jahrhundert ihn mit Marmor umfasst und ein anderes die unbeständige Fassung auf der Erde verstreut.“

Es liegt hier ein Spiel mit der Ambivalenz der Bedeutung von „Brunnen“ bzw. „fountain“ vor, was sowohl eine (natürliche) Quelle wie deren (künstliche) Fassung bedeuten kann. Die vergängliche Fassung ist zerstört, der Quell als Symbol der unsterblichen Seele sprudelt von der Zerstörung unbeeindruckt durch die Jahrhunderte weiter und speist mit seinem Wasser einen Teich, in dessen Mitte eine spektakuläre Pflanze zu sehen ist:

„In einer Marmorvase inmitten des Teiches war eine Staude gesetzt, die eine Fülle purpurner Blüten trug, jede einzelne leuchtend und kostbar wie ein Juwel, und insgesamt derart strahlend erscheinend, dass sie genügend schien, auch ohne Sonne den Garten mit Glanz zu durchdringen.“

Diese Eigenschaft teilt sie mit Beatrice, denn ihre Schönheit ist

„in ihrer Art von solchem Glanz, so lebendig, dass sie im vollen Sonnenlicht noch zu leuchten schien, und wie Giovanni bei sich vermerkte, eindeutig die schattigeren Bereiche des Gartenweges erhellte.“

Die Analogie und Entsprechung zwischen Beatrice und der purpurnen Blütenpflanze geht aber weiter und wird in der Erzählung immer wieder betont. Mehrfach spricht Beatrice die Pflanze als ihre Schwester an, was sie ja auch ist, da beide Geschöpfe des Dr. Rappaccini sind, sich ähnelnd in ihrer Schönheit und Giftigkeit.
Beatrice ist offenbar die zentrale Figur der Erzählung, zugleich zutiefst ambivalent. Als Hawthorne seiner Frau Sophia die Geschichte vorliest und Sophia ihn fragt, was Beatrice nun sein solle, ein Dämon oder ein Engel, bekennt Hawthorne, dass er das nicht wisse. Aufgrund ihres Namens und der Erwähnung Dantes – der Palazzo, in dem Giovanni wohnt, gehörte einem inzwischen erloschenen Geschlecht, und ein einstiger Bewohner war vielleicht einer der Insassen von Dantes Inferno – wurde Rappaccinis Tochter als unheilbringendes Gegenbild zu Dantes heilbringender Beatrice gesehen. Eine weitere vom Namen abgeleitete mögliche Anspielung ist Beatrice Cenci, die als Mörderin ihres Vaters, der sie vergewaltigt haben soll, 1599 in Rom hingerichtet wurde.
Ein weiterer Aspekt ist die Rolle, welche die Wissenschaft in der Erzählung spielt, vertreten vor allem durch Dr. Rappaccini auf der einen und Professor Baglioni auf der anderen Seite. Nimmt man den Antagonismen der beiden als eine Abbildung akademischer Positionen im Italien der Spätrenaissance, so gelangt man zu einem Ansatz, wie ihn Carol Bensick in La Nouvelle Beatrice: Renaissance and Romance in “Rappaccini’s Daughter” vertritt. Bensick zufolge fand die wissenschaftliche Auseinandersetzung im Padua des 16. Jahrhunderts zwischen den akademischen Vertretern der Galenischen Medizin – hier wäre Baglioni einzuordnen – und den Anhängern des Paracelsus statt, die neue Wege beschritten und dem Experiment und der Empirie gegenüber Tradition und überliefertem Wissen den Vorrang gab – als deren Vertreter wäre Rappaccini zu sehen.
Paracelsus war einer der ersten, welche die Syphilis mit Quecksilber behandelten und Bensich vertritt die These, dass die Hinfälligkeit Rappaccinis und das von Beatrice ausgehende Verderben, das sich dann auch auf Giovanni überträgt, eine Syphilisinfektion andeuten soll. Beatrice wäre dann von Geburt an infiziert gewesen, hätte aber Immunität entwickelt, die Erkrankung aber auf Giovanni übertragen. Anzumerken ist in diesem Zusammenhang, dass Sophia, Hawthornes Frau, in ihrer Jugend von ihrem Vater, einem Zahnarzt, mit Quecksilber behandelt wurde. Man führt die lebenslangen Beschwerden Sophias und ihre schlechte Gesundheit auf die Langzeitfolgen dieser Behandlung zurück. Ob Hawthorne die Behandlung und deren mögliche Folgen bekannt waren, kann nicht gesagt werden, weshalb auch eine mögliche Identifikation von Beatrice mit Sophia spekulativ bleiben muss. Immerhin soll auch Sophia in der Kindheit von ihrer dominierenden, überfürsorglichen Mutter eingeschlossen und isoliert worden sein.
Klar ist aber, dass Wissenschaft, was Wissenschaft ist und was sie darf, eine erhebliche Rolle spielen. Insofern kann man die Erzählung zusammen mit anderen Texten wie etwa Mary Shelleys Frankenstein als einen Vorläufer der modernen Science-Fiction sehen. Passend ist es insofern, dass in Theodora Goss’ Roman The Strange Case of the Alchemist’s Daughter Beatrice Rappaccini eine der Hauptfiguren ist, zusammen mit anderen von Männern geschaffenen bzw. gezeugten weiblichen Monstertöchtern wie Mary Jekyll, Catherin Moreau und Justine Frankenstein, auch diese ohne ihre Schuld und ungefragt auf die Welt losgelassen.

## Adaptionen
Literatur und Theater
- John Todhunter: The Poison-Flower. Versdrama. Nassau Steam Press, London 1891.
- Octavio Paz: La Hija de Rappaccini. Theaterstück in einem Akt. In: Revista mexicana de literature Bd. 1. Santiago de Chile, Chile 1954, OCLC 383314489.[25]

Oper und Musical
- The garden of mystery. Oper in einem Akt von Charles Wakefield Cadman, Libretto von Nelle Richmond Eberhart (Uraufführung Carnegie Hall, New York, 20. März 1925)[26]
- Rappaccini’s Daughter. Oper in zwei Akten von Margaret Garwood (Uraufführung Pennsylvania Opera Theater, Philadelphia, Mai 1983)[26][27]
- La hija de Rappaccini. Oper in zwei Akten mit Musik von Daniel Catán und Libretto von Juan Tovar, basierend auf dem Stück von Octavio Paz (Uraufführung in Mexiko-Stadt, 1994)[28]
- Rappaccinis Tochter. Musical der Symphonic-Metal-Gruppe Aeternitas (2008)[29]
- Beautiful Poison. Musical mit Musik von Brendan Milburn, Liedtexten von Valerie Vagoda und Libretto von Duane Poole (Uraufführung 26th Annual Festival of New Musicals, New York, 2014)

Film und Fernsehen
- Rappaccini’s Daughter. Episode der Fernsehserie Lights Out (USA, 1951, 4. Staffel, Episode 5, Regie: Laurence Schwab Jr., mit Eli Wallach)[30]
- Das Gift des Bösen. Spielfilm (USA, 1963, Regie: Sidney Salkow, mit Vincent Price)[31]
- Rappaccini’s Daughter. Fernsehfilm (USA, 1980, Regie: Dezsö Magyar, in der Reihe American Short Story des Public Broadcasting Service)[32]
- Rappaccini’s Daughter. Spielfilm (USA, 2013, Regie: Griffith Mehaffey)[33]

## Ausgaben
- Erstdruck: Rappaccini’s Daughter. In: The United States Magazine and Democratic Review. Dezember 1844.
- Erstausgabe: Rappaccini’s Daughter. In: Mosses from an Old Manse. Wiley and Putnam, 1846.
- Werkausgabe: Rappaccini’s Daughter. In: The Centenary Edition of the Works of Nathaniel Hawthorne. Band 10: Mosses from an Old Manse. Ohio State University Press, Columbus, Ohio 1974, ISBN 0-8142-0203-9, S. 91–128.
- E-Book und Online: Rappaccini’s Daughter. In: Mosses from an Old Manse, and Other Stories im Project Gutenberg
- Deutsche Übersetzungen:
  - Die Blumen des Bösen. Übersetzt von Franz Blei. In: Der Garten des Bösen. Müller & Co., Potsdam 1923. Als: Rappaccinis Tochter. In: Nathaniel Hawthorn: Die Mächte des Bösen : Unheimliche Geschichten. dtv, München 2014, ISBN 978-3-423-14300-4.
  - Rappaccinis Tochter. In: Rappaccinis Tochter und andere Erzählungen. Ausgewählt, aus dem Amerikanischen übersetzt und mit einem Nachwort von Ilse Krämer. Manesse, Zürich 1966.
- Hörbuch: Rappaccinis Tochter. Gruselkabinett 62. TITANIA-Medien/Lübbe Audio, 2012, ISBN 978-3-7857-4639-4.[34]